# Ryōhei Michibuchi
Ryōhei Michibuchi (jap. 道渕 諒平, Michibuchi Ryōhei; * 16. Juni 1994 in Miyagi) ist ein japanischer Fußballspieler.

## Karriere
Ryōhei Michibuchi erlernte das Fußballspielen in der Jugendmannschaft von Vegalta Sendai sowie der Universitätsmannschaft der Meiji-Universität. Seinen ersten Vertrag unterschrieb er 2017 bei Ventforet Kofu. Der Verein aus Kōfu spielte in der höchsten Liga des Landes, der J1 League. Ende 2017 musste er mit Kōfu den Weg in die zweite Liga antreten. Für Ventforet absolvierte er 31 Spiele. 2019 verließ er den Zweitligisten und unterschrieb einen Vertrag bei seinem Jugendverein Vegalta Sendai. Der Club aus Sendai spielte in der ersten Liga. Hier stand er bis Oktober 2020 unter Vertrag. Für Sendai bestritt er 38 Erstligaspiele. Hierbei erzielte er sechs Treffer. Vom 20. Oktober 2022 bis 22. Februar war Michibuchi vertrags- und vereinslos. Im Februar 2022 zog es ihn nach Südkorea. Hier unterschrieb er in Asan einen Vertrag beim Zweitligisten Chungnam Asan FC. Nach sieben Zweitligaspielen wechselte er im Juli 2021 nach Europa, wo er in Serbien einen Vertrag beim Erstligisten FK Radnički Niš unterschrieb. Für den Verein aus Niš bestritt er 39 Erstligaspiele. Von Januar 2023 bis Juni 2023 war er wieder vertrags- und vereinslos. Der FC Balzan, ein maltesischer Erstligist aus Balzan. Nach 22 Ligaspielen ging im Juli 2024 wieder nach Asien. Hier nahm ihn der indonesische Erstligist Semen Padang unter Vertrag. Am Ende der Saison 2024/25 musste er mit Semen den Weg in die Zweitklassigkeit antreten. Nach dem Abstieg verließ er den Verein und schloss sich im Sommer 2025 in Serbien dem FK Smederevo an.